# Occiperipatoides gilesii
Occiperipatoides gilesii är en klomaskart som först beskrevs av Spencer 1909.  Occiperipatoides gilesii ingår i släktet Occiperipatoides och familjen Peripatopsidae. Inga underarter finns listade i Catalogue of Life.